# Yosemite Lakes
Yosemite Lakes es un lugar designado por el censo ubicado en el condado de Madera en el estado estadounidense de California. En el año 2000 tenía una población de 4,160 habitantes y una densidad poblacional de 76 personas por km².

## Geografía
Yosemite Lakes se encuentra ubicado en las coordenadas 37°11′28″N 119°46′22″O / 37.19111, -119.77278. Según la Oficina del Censo, la ciudad tiene un área total de 54,4 km² (21,0 mi²), de la cual 54,4 km² (21,0 mi²) es tierra y 0 km² (0 mi²) (0%) es agua.

## Demografía
Según la Oficina del Censo en 2000 los ingresos medios por hogar en la localidad eran de $56,382, y los ingresos medios por familia eran $58,341. Los hombres tenían unos ingresos medios de $44,792 frente a los $31,442 para las mujeres. La renta per cápita para la localidad era de $24,096. Alrededor del 3.5% de la población estaban por debajo del umbral de pobreza.